# Hypocassida
Hypocassida is een geslacht van kevers uit de familie bladkevers (Chrysomelidae).
De wetenschappelijke naam van het geslacht werd in 1893 gepubliceerd door Julius Weise.

## Soorten
- Hypocassida convexipennis Borowiec, 2000
- Hypocassida meridionalis Suffrian, 1844
- Hypocassida subferruginea (Schrank, 1776)